# سیارک ۱۱۱۶
سیارک ۱۱۱۶ (به انگلیسی: 1116 Catriona، نامگذاری:1929GD) هزار و صد و شانزدهمین سیارک کشف شده‌است که در ۵ آوریل ۱۹۲۹ کشف شد.
قدر مطلق سیارک برابر ۹٫۷۰ است.